# Finereader
ABBYY FineReader  es una aplicación informática de  reconocimiento  óptico de caracteres (OCR) desarrollado por ABBYY, que permite convertir documentos escaneados, imágenes, PDF y fotografías digitales en archivos electrónicos compatibles con la búsqueda y edición posterior como Microsoft Word, Microsoft Excel, Microsoft PowerPoint, Rich Text Format, HTML, PDF/A, archivo PDF buscable, CSV, TXT,  diferentes formatos para libros electrónicos, etc.
La primera versión del programa se lanzó en 1993.
En febrero de 2020, PC Magazine calificó la versión 15 del software como la "OCR de la más alta calidad en el mercado".

## Características
- Interfaz en 23 idiomas, incluso en español.
- Reconocimiento de documentos en 190 lenguas inclusive árabe, chino, japonés y documentos multilingües (con autodetección automática del idioma).
- Tecnología ADRT® para analizar documentos multipáginas en su totalidad, dejando la misma estructura del documento inicial – tablas, dibujos, encabezados, estilos, enlaces, etc. O sea recibe exactamente lo que ve en el documento inicial.
- Camera OCR (deja reconocer imágenes hechas con cameras digitales y hasta móviles).
- Conversión, archivado y protección de PDF.
- Reconocimiento de códigos de barras.

## Versiones
- ABBYY FineReader 12 Business Edition

Versión para usuarios individuales y profesionales en negocio. Soporte de 23 idiomas de interfaz y reconocimiento de textos en 190 idiomas.